# 김노경
김노경(金魯敬, 1766년 ~ 1837년)은 조선의 문신이다. 본관은 경주이다. 영의정 김흥경의 증손이며, 영조의 부마(駙馬)였던 김한신의 손자이다. 추사 김정희의 친아버지이다.

## 생애
1805년 증광문과에 병과로 급제해 선공감부정, 현감, 지평 등을 지내고 승지를 거쳐 이조참판을 지내고 경기도, 경상도의 관찰사를 거쳐 공조, 예조의 판서를 거쳐 예문관제학에 이어 경상도관찰사가 되고 좌부빈객, 우부빈객으로 예조판서와 이조판서를 거쳐 홍문관제학, 형조판서, 예조판서, 이조판서를 거쳐 공조판서, 의정부의 우참찬을 거쳐 사헌부의 대사헌과 한성부판윤, 의정부의 좌참찬을 거쳐 형조판서, 예조판서, 판의금부사, 한성부판윤, 병조판서를 지낸 뒤 평안도관찰사에 이르렀다. 1830년 지돈녕부사로서 탄핵을 받아, 전라도 강진현의 고금도(古今島)에 위리안치(圍籬安置)되었다가 1833년에 석방되었다.